# Matteo Gianello
Matteo Gianello (Bovolone, 7 maggio 1976) è un ex calciatore italiano, di ruolo portiere.

## Carriera

### Club
Inizia  la sua carriera nel ChievoVerona, in Serie C1 nella stagione 1993-94, dove non gioca, ma i compagni ottengono la promozione, per poi essere ceduto l'anno successivo in prestito alla Sampdoria, in Serie A. L'esordio in un campionato professionistico è nella stagione 1995-96, ancora al ChievoVerona, in Serie B. Gioca quattro partite subendo un gol. L'anno successivo Gianello diventa il primo portiere dei clivensi, giocando tutti gli incontri e subendo in media un gol a partita. Gli anni successivi segnano il declino del giocatore: solo dodici presenze nel 1997-98, nove nel 1998-99, otto nel 1999-2000, e il rapporto partite giocate-gol subiti è costantemente negativo, tanto che Gianello lascia i veneti per il Siena, in Serie B.

#### Siena e Verona
Nel Siena è titolare nella prima stagione, osservando solo da spettatore la cavalcata che porta i suoi ex-compagni in Serie A. Dopo un altro anno al Siena (21 presenze, 35 gol subiti) dove perde il posto a vantaggio dell'argentino Cejas giunto nel mercato di gennaio del 2002, Gianello viene ceduto al Verona, sempre in B, dove è secondo di Gianluca Pegolo e gioca una sola partita.

#### Lodigiani e Siena
Dopo una parentesi alla Lodigiani in serie C2, in cui gioca 15 partite con 14 reti subite tra gennaio e giugno 2004, Gianello torna al Siena, in Serie A ma, non rientrando più nei piani della società toscana, viene ceduto a titolo definitivo al Napoli Soccer nel settembre 2004.

#### I sette anni al Napoli: dalla C all'Europa
Contribuisce all'arrivo del Napoli ai play-off di Serie C1, dapprima come riserva di Emanuele Belardi, poi come titolare. Ma con l'arrivo di Iezzo nell'anno successivo, Gianello perde il posto da titolare e riesce a giocare solo 2 incontri. L'anno dopo il Napoli è in Serie B e Gianello viene impiegato da Reja come riserva. Tra i cadetti il portiere di Verona ha giocato quattro partite.
In occasione di Empoli-Napoli del 23 settembre 2007 (0-0), Gianello esordisce in Serie A. Nel mese di gennaio 2008, complice un intervento chirurgico al quale Iezzo è stato costretto a sottoporsi, diventa, in attesa del rientro del collega di reparto, il portiere titolare del Napoli. In seguito ha prolungato il contratto con il Napoli fino al 2011. Il 2 ottobre 2008 esordisce in campo internazionale in Benfica-Napoli (2-0). Durante la partita di Serie A del 28 gennaio 2009 Fiorentina-Napoli (2-1), Gianello parte titolare a causa degli infortuni di Iezzo e Navarro; nei primi minuti di gioco s'infortuna e viene sostituito per una distrazione muscolare, che gli causa 4 settimane di stop. Nel maggio 2009 viene premiato dal CONI per il fair play dimostrato nell'arco di una carriera "contraddistinta dalla correttezza e dall'impeccabile professionalità". In questi anni colleziona complessivamente 22 presenze in Serie A.
Nelle ultime due stagioni in maglia azzurra (2009-2010 e 2010-2011) ricopre il ruolo di terzo portiere dietro Morgan De Sanctis e Gennaro Iezzo e non colleziona presenze in prima squadra. Il 30 giugno 2011, scaduto il contratto con il Napoli, lascia il club partenopeo dopo sette anni di militanza.

#### Sarego e Villafranca
Nel novembre 2011 viene ingaggiato dal sodalizio vicentino dell'M.M. Sarego, in Serie D esordendo il 13 novembre 2011 in Montebelluna-Sarego 1-0.
Dopo tre partite con i "tigrotti" del MM Sarego, Matteo Gianello viene svincolato il 15 dicembre 2011.
Il 4 marzo 2012 viene ingaggiato dal Villafranca Veronese, squadra veneta militante in Serie D. Dopo 4 presenze e 9 gol subiti lascia la squadra per motivi personali.

### Nazionale
Ha fatto parte della rosa dell'Under-23 italiana vincitrice dei Giochi del Mediterraneo nel 1997, senza scendere mai in campo.

## Statistiche

### Presenze e reti nei club
Statistiche aggiornate al 30 giugno 2011.
| Stagione        | Squadra         | Campionato      | Campionato | Campionato | Coppa Italia | Coppa Italia | Coppa Italia | Coppe continentali | Coppe continentali | Coppe continentali | Altre coppe | Altre coppe | Altre coppe | Totale | Totale |
| Stagione        | Squadra         | Comp            | Pres       | Reti       | Comp         | Pres         | Reti         | Comp               | Pres               | Reti               | Comp        | Pres        | Reti        | Pres   | Reti   |
| --------------- | --------------- | --------------- | ---------- | ---------- | ------------ | ------------ | ------------ | ------------------ | ------------------ | ------------------ | ----------- | ----------- | ----------- | ------ | ------ |
| 1994-1995       | Sampdoria       | A               | 0          | 0          | CI           | 0            | 0            | -                  | -                  | -                  | -           | -           | -           | 0      | 0      |
| 1995-1996       | Chievo          | B               | 4          | -1         | CI           | 0            | 0            | -                  | -                  | -                  | -           | -           | -           | 4      | -1     |
| 1996-1997       | Chievo          | B               | 35         | -35        | CI           | 2            | -3           | -                  | -                  | -                  | -           | -           | -           | 37     | -38    |
| 1997-1998       | Chievo          | B               | 13         | -17        | CI           | 1            | -1           | -                  | -                  | -                  | -           | -           | -           | 14     | -18    |
| 1998-1999       | Chievo          | B               | 9          | -11        | CI           | 0            | 0            | -                  | -                  | -                  | -           | -           | -           | 9      | -11    |
| 1999-2000       | Chievo          | B               | 8          | -12        | CI           | 3            | -2           | -                  | -                  | -                  | -           | -           | -           | 11     | -14    |
| Totale Chievo   | Totale Chievo   | Totale Chievo   | 69         | -76        |              | 6            | -6           |                    | -                  | -                  |             | -           | -           | 75     | -82    |
| 2000-2001       | Siena           | B               | 34         | -42        | CI           | 2            | -2           | -                  | -                  | -                  | -           | -           | -           | 36     | -44    |
| 2001-2002       | Siena           | B               | 21         | -35        | CI           | 7            | -10          | -                  | -                  | -                  | -           | -           | -           | 28     | -45    |
| 2002-2003       | Verona          | B               | 1          | -1         | CI           | 1            | -1           | -                  | -                  | -                  | -           | -           | -           | 2      | -2     |
| 2003-gen. 2004  | Siena           | A               | 0          | 0          | CI           | 0            | 0            | -                  | -                  | -                  | -           | -           | -           | 0      | 0      |
| Totale Siena    | Totale Siena    | Totale Siena    | 55         | -77        |              | 9            | -12          |                    | -                  | -                  |             | -           | -           | 64     | -89    |
| gen.-giu. 2004  | Lodigiani       | C2              | 15         | -14        | CI-C         | -            | -            | -                  | -                  | -                  | -           | -           | -           | 15     | -14    |
| 2004-2005       | Napoli          | C1              | 17+4       | -12 + -3   | -            | -            | -            | -                  | -                  | -                  | -           | -           | -           | 21     | -15    |
| 2005-2006       | Napoli          | C1              | 2          | -2         | CI+CI-C      | 2+4          | -2 + -5      | -                  | -                  | -                  | SL-C1       | 0           | 0           | 8      | -9     |
| 2006-2007       | Napoli          | B               | 4          | -4         | CI           | 2            | -3           | -                  | -                  | -                  | -           | -           | -           | 6      | -7     |
| 2007-2008       | Napoli          | A               | 16         | -20        | CI           | 4            | -5           | -                  | -                  | -                  | -           | -           | -           | 20     | -25    |
| 2008-2009       | Napoli          | A               | 6          | -8         | CI           | 0            | 0            | Int+CU             | 0+2                | -2                 | -           | -           | -           | 8      | -10    |
| 2009-2010       | Napoli          | A               | 0          | 0          | CI           | 0            | 0            | -                  | -                  | -                  | -           | -           | -           | 0      | 0      |
| 2010-2011       | Napoli          | A               | 0          | 0          | CI           | 0            | 0            | UEL                | 0                  | 0                  | -           | -           | -           | 0      | 0      |
| Totale Napoli   | Totale Napoli   | Totale Napoli   | 45+4       | -46 + -3   |              | 12           | -15          |                    | 2                  | -2                 |             | 0           | 0           | 63     | -66    |
| Totale carriera | Totale carriera | Totale carriera | 189        | -217       |              | 28           | -34          |                    | 2                  | -2                 |             | 0           | 0           | 219    | -253   |

## Palmarès

### Club

#### Competizioni nazionali
- Serie C1: 1

Napoli: 2005-2006 (Girone B)

### Nazionale
- Giochi del Mediterraneo: 1

1997

## Calcioscommesse
Nel 2012, nell'ambito dell'inchiesta sul calcioscommesse, viene iscritto nel registro degli indagati dalla Procura di Napoli insieme ai fratelli Federico, Michele Cossato e a Silvio Giusti. Secondo le sue stesse rivelazioni, fu protagonista di un tentativo di combine per la partita Sampdoria-Napoli (1-0) del 16 maggio 2010. Il verbale di interrogatorio presso la Procura partenopea di Gianello così recita: «Ricordo che Giusti mi prospettò la possibilità di ricompensare i compagni che avessero aderito alla richiesta [di rendere maggiormente sicuro il risultato della partita a favore della Sampdoria] con somme di denaro. Mi rivolsi a Paolo Cannavaro e a Grava e a nessun altro. Cannavaro e Grava diedero immediatamente e con estrema decisione una risposta negativa».
Il 30 maggio viene archiviato insieme a Silvio Giusti per: Napoli-Parma del 10 aprile 2010; Lecce-Napoli dell'8 maggio 2011; Brescia-Catania dell'8 maggio 2011; Napoli-Inter del 15 maggio 2011; Catania-Roma del 15 maggio 2011 e Palermo-Chievo del 22 maggio 2011.
Il 26 ottobre Cannavaro e Grava vengono deferiti per omessa denuncia.
Il 10 dicembre la Commissione Disciplinare della FIGC respinge il patteggiamento dell'ex portiere del Napoli e così il PM Stefano Palazzi per lui chiede 3 anni e 3 mesi di squalifica, confermati dalla Commissione Disciplinare che, inoltre, commina due punti di penalizzazione al Napoli e 6 mesi di squalifica per Cannavaro e Grava.
Il 17 gennaio 2013 la Corte di Giustizia Federale derubrica l'accusa da illecito sportivo a slealtà sportiva e riduce la squalifica a 1 anno e 9 mesi, prosciogliendo nel contempo sia il Napoli che i suoi due tesserati.